# Sinagoga Ari Ashkenazi
La Sinagoga Ari Ashkenazi, situata a Safad in Israele, fu costruita in memoria del rabbino Yitzhak Luria (1534-1572), noto con l'acronimo ebraico di "ARI". Risale alla fine del XVI secolo e fu costruita anni dopo la sua morte. Nonostante sia associata alla comunità ashkenazita, la sinagoga oggigiorno serve come luogo di culto per ebrei chassidici e sefarditi ed è popolare tra i fedeli di diverse affiliazioni.

## Storia
La sinagoga fu fondata da immigrati sefarditi provenienti dalla Grecia, giunti a Safad nel XVI secolo. Il rabbino Luria arrivò nel 1570 e usava pregare in questa sinagoga alla vigilia dello Shabbat. Durante il servizio, lasciava la sinagoga con i suoi discepoli e si recava in un campo vicino per accogliere il sabato. La tradizione vuole che fu proprio Ari a ideare il canto Lekhah Dodi, famoso in tutto il mondo.
Nel XVIII secolo, con l'avvento del chassismo dall'Europa orientale, la sinagoga servì la comunità ashkenazita.
La sinagoga fu distrutta durante il terremoto della Galilea del 1837 e fu ricostruita 20 anni dopo.
Si narra che durante la guerra arabo-israeliana del 1948 la sinagoga fosse piena di persone in cerca di rifugio. Una bomba cadde nel cortile della sinagoga e le shrapnel volarono sopra la folla senza ferire nessuno. Questo evento è uno dei miracoli che si dice abbiano avuto luogo nella sinagoga.

## Descrizione

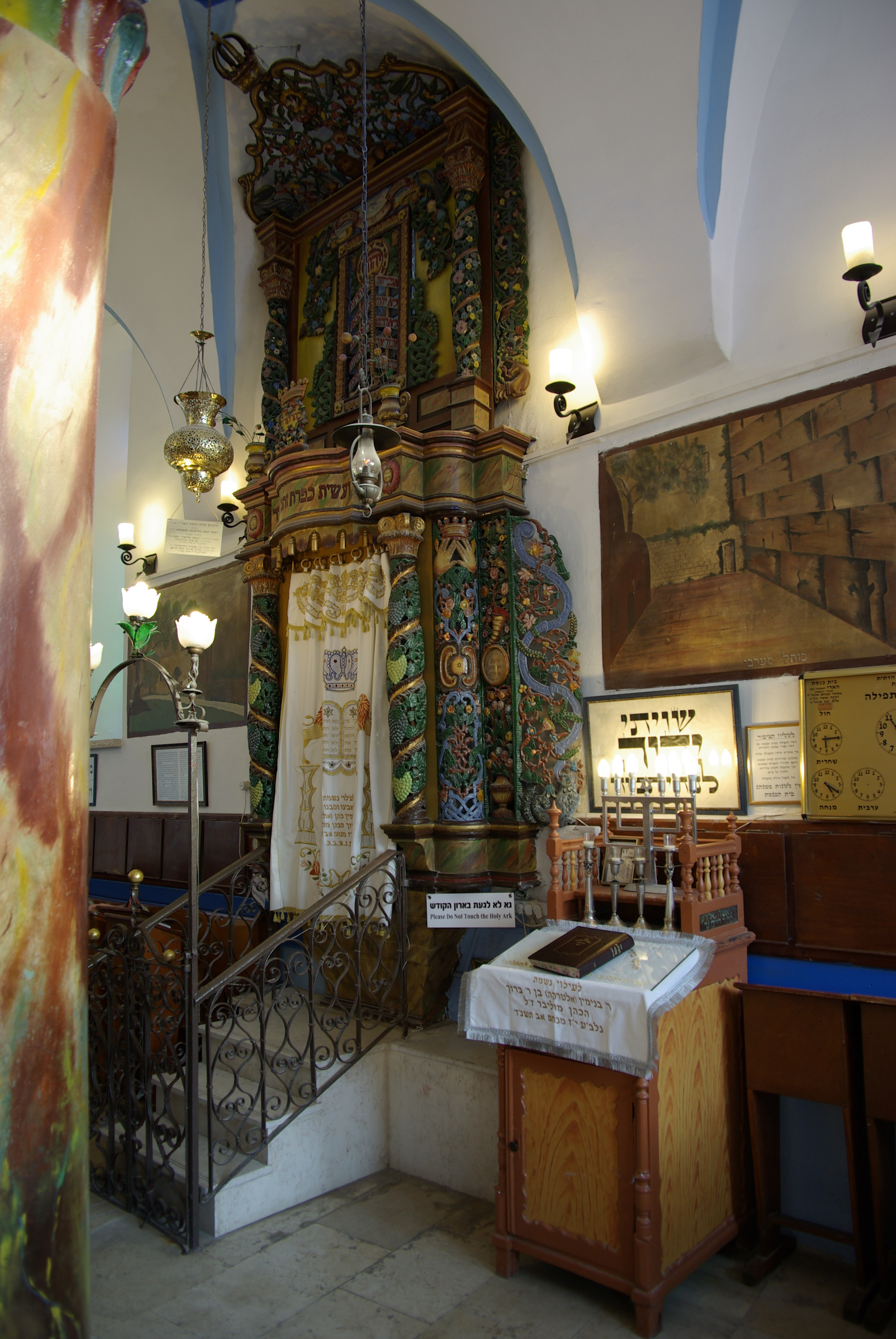
L'Arca Santa

Un'iscrizione in ebraico posta sopra l'architrave recita: How awe-inspiring is this place, the synagogue of the Ari of blessed memory.
L'Arca Santa fu scolpita in legno di ulivo da un artigiano gallego, nello stile delle sinagoghe dell'Europa orientale. Rappresenta un'immagine antropomorfa di un leone, alludendo all'acronimo del rabbino Luria che significa, appunto, leone.